# Inte panik
Inte panik är en svensk kortfilm från 2010 i regi av Elisabeth Marjanović Cronvall. I rollera ses bland andra Lars Söderdahl, Tuva Serck och Rickard Larsson.

## Handling
Filmen handlar om en grupp unga människor som vill uppfylla sina drömmar.

## Medverkande
- Lars Söderdahl
- Tuva Serck
- Rickard Larsson
- Gustav Broman
- Erik Ullman
- Marie Larsson
- Madelein Larsson
- Johanna Broman
- Johannes Serck

## Om filmen
Filmen producerades av Marta Dauliute som även skrev manus tillsammans med Marjanović Cronvall. Filmen fotades av Martin Steinberg och premiärvisades 30 januari 2010 på Göteborgs filmfestival. Den visades senare samma år på Uppsala kortfilmfestival där den belönades med pris för bästa kortfilm. 2010 utgavs den även på DVD som en del i samlingen Svensk kortfilm c/o Folkets Bio: Volym 3. Den nominerades för en Guldbagge i kategorin Bästa kortfilm 2011 och 2012 visades den på Sveriges Television.